# Edward Hogg
Edward George Hogg (* 1979 in Doncaster, Vereinigtes Königreich) ist ein britischer Schauspieler.

## Leben
Nach seinem Studium an der Londoner Royal Academy of Dramatic Art spielte Hogg unter anderem am Royal National Theatre und in Off-Broadway-Produktionen. Daneben spielt er auch in Fernsehserien und Spielfilmen.
Für seine Darstellung des Jesco White im Filmdrama White Lightnin’ wurde Hogg bei den British Independent Film Awards 2009 in der Kategorie Bester Newcomer nominiert und beim Mumbai Film Festival als Bester Hauptdarsteller ausgezeichnet. 
2010 erhielt er bei den Internationalen Filmfestspielen von Cannes die Trophée Chopard und wurde im Rahmen der Internationalen Filmfestspiele Berlin von der European Film Promotion als Shooting Star ausgezeichnet.
Beim Seattle International Film Festival wurde er für seine Rolle eines blinden Pädagogen für räumliche Orientierung im Film Imagine in der Kategorie Bester Hauptdarsteller nominiert.

## Filmografie (Auswahl)
- 2007: Doctors (Fernsehserie, 1 Folge)
- 2009: Bunny and the Bull
- 2009: White Lightnin’
- 2010, 2020: Gerichtsmediziner Dr. Leo Dalton (Silent Witness, Fernsehserie, 4 Folgen)
- 2010: Misfits (Fernsehserie)
- 2011: Anonymus
- 2012: Imagine
- 2013: Der Anruf (The Phone Call)
- 2015: Jupiter Ascending
- 2015: The Program – Um jeden Preis (The Program)
- 2015: Indischer Sommer (Indian Summers, Fernsehserie, 9 Folgen)
- 2017: Taboo (Fernsehserie, 8 Folgen)
- 2019: A Good Woman Is Hard to Find
- 2020, 2021: Pennyworth (Fernsehserie, 10 Folgen)
- 2021: Die Bande aus der Baker Street (The Irregulars, Fernsehserie, 5 Folgen)
- 2023: Luther: The Fallen Sun